# Part de fortune
La part de fortune est en astrologie la seule part arabe encore usitée avec régularité,. Pour une naissance diurne (la majorité des cas de nos jours avec le recours fréquent aux naissances provoquées), on obtient sa position en reportant à partir de l'ascendant la distance entre les positions en longitude écliptique du Soleil et de la Lune, mesurée dans le sens correspondant à l'ordre des signes (Bélier puis Taureau puis Gémeaux...), en partant du Soleil comme point de départ.
Selon la croyance astrologique, la part de fortune amplifierait la signification associée au point touché (une planète ou un angle) avec lequel elle serait en conjonction étroite. Par exemple, Laurence Larzul évoque la synchronicité entre la naissance d'Albert Einstein et, dans son thème astrologique, une conjonction en Maison X de Mercure avec Saturne, tous deux conjoints à la part de fortune.